# Fee (gruppo musicale)
Fee sono stati una band di christian rock e band di culto contemporaneo proveniente da Alpharetta, Georgia, Stati Uniti. Il loro nome deriva del fondatore e frontman del gruppo Steve Fee. I Fee sono conosciuti soprattutto per il loro singolo di successo, "All Because of Jesus", che ha raggiunto la seconda posizione sulla classifica Billboard' s Hot Christian AC, e la numero quattro nella classifica Hot Christian Songs.

## Storia
Nel gennaio 2007 i Fee hanno pubblicato il loro secondo disco indipendente, Burn For You .

### We Shine
Il 25 settembre 2007, i Fee hanno pubblicato il loro album di debutto con un'etichetta con il nome di Fee, We Weine prodotto da INO Records.

### Hope Rising
Nel dicembre 2008, i Fee sono tornati in studio per iniziare la produzione del loro terzo album in studio. Il nuovo album, intitolato Hope Rising, è stato pubblicato il 6 ottobre 2009.

### Rottura
Nell'aprile 2010, hanno smesso di suonare, hanno cancellato il loro tour imminente e interrotto i loro regolari aggiornamenti del sito web. Non è stato fatto nessun annuncio ufficiale che spiegasse ciò, sebbene Steve Fee abbia ammesso da allora una relazione venuta alla luce in quel periodo. Da allora il gruppo si è sciolto e il loro sito Web è stato rimosso. Da allora, sia la band che Steve Fee sono stati eliminati dalla loro etichetta, INO Records.

## Membri
- Steve Fee – voce, chitarra ritmica (acustica ed elettrica), tastiere
- Matt Adkins – chitarra solista, voce
- Heath Balltzglier – basso, voce
- Brandon Coker – batteria

## Ex membri
- Josh Fisher – batteria (registrato e in tournée prima che la band cambiasse il nome in Fee)

## Discografia

### Album
| Anno | Titolo       | Etichetta   | Posizione in classifica | Posizione in classifica | Posizione in classifica | Posizione in classifica |
| Anno | Titolo       | Etichetta   | Billboard 200           | US Heatseekers          | Top Christian albums    | Top Rock Albums         |
| ---- | ------------ | ----------- | ----------------------- | ----------------------- | ----------------------- | ----------------------- |
| 2005 | Sacred Space | Independent | —                       | —                       | —                       | —                       |
| 2007 | Burn for You | Independent | —                       | —                       | —                       | —                       |
| 2007 | We Shine     | INO Records | —                       | 21                      | 29                      | —                       |
| 2009 | Hope Rising  | INO Records | 101                     | —                       | 6                       | 46                      |

### Singoli
| Anno | Titolo               | Album       | Posizione in classifica (Hot Christian songs) |
| ---- | -------------------- | ----------- | --------------------------------------------- |
| 2007 | Glorious One         | We Shine    | —                                             |
| 2008 | All Because of Jesus | We Shine    | 4                                             |
| 2008 | We Shine             | We Shine    | —                                             |
| 2009 | Glory to God Forever | Hope Rising | 22                                            |
| 2010 | Everything Falls     | Hope Rising | 11                                            |